# Fronte di Salvezza Nazionale (Romania)
Il Fronte di Salvezza Nazionale (in rumeno Frontul Salvării Naționale, FSN) è stato un partito politico rumeno.
Nato come struttura organizzativa per gestire il neonato governo provvisorio (il Consiglio del Fronte di Salvezza Nazionale) all'indomani della rivoluzione romena del 1989, divenne in poche settimane un vero e proprio partito politico. Composto essenzialmente da ex funzionari e dirigenti del vecchio Partito Comunista Rumeno, il FSN, guidato dal presidente della repubblica Ion Iliescu e dal primo ministro Petre Roman, dominò la scena politica romena nel periodo tra il 1990 e il 1992, gestendo la prima fase di transizione del paese all'economia di mercato e alla democrazia liberale.
Nel 1992 si produsse una rottura tra Iliescu e Roman, che condusse alla formazione di due nuove formazioni politiche contrapposte: il Fronte Democratico di Salvezza Nazionale e il Partito Democratico.

## Storia

### Il governo provvisorio
La caduta del regime comunista di Nicolae Ceaușescu avvenuta in seguito alla rivoluzione romena del 1989 creò un vuoto di potere che venne colmato con la creazione, il 22 dicembre 1989, di un ente di governo provvisorio, il Consiglio del Fronte di Salvezza Nazionale (CFSN), organizzazione composta da politici dissidenti del vecchio regime (tra i quali Ion Iliescu, Silviu Brucan, Dumitru Mazilu e Alexandru Bârlădeanu), intellettuali (tra i quali Doina Cornea, Ana Blandiana e Mircea Dinescu) e militari (tra i quali Ștefan Gușă e Victor Stănculescu). Il riconoscimento del CFSN come organo di potere già nel pomeriggio del 22 dicembre diede al comitato esecutivo e, quindi, in mancanza di una vera opposizione politica strutturata, al suo presidente Ion Iliescu, la possibilità di gestire l'organizzazione e l'orientamento del neocostituito ente. I vertici del CFSN ottennero il potere di nomina del primo ministro e del consiglio dei ministri, nonché il controllo dell'esercito e di tutta la struttura di difesa del paese. Il 26 dicembre venne nominato primo ministro Petre Roman, ingegnere, professore dell'Università Politecnica di Bucarest e figlio dell'attivista comunista Valter Roman, veterano della Guerra civile spagnola. Il 31 dicembre il CFSN emanò il decreto di abolizione del partito unico, consentendo la formazione di nuovi gruppi politici. Furono rifondati, quindi, i partiti "storici" precedentemente messi fuori legge dal PCR, cioè il Partito Nazionale Contadino Cristiano Democratico (PNȚCD) di Corneliu Coposu, il Partito Nazionale Liberale (PNL) di Radu Câmpeanu e il Partito Social Democratico Romeno di Sergiu Cunescu.
Nonostante dichiarazioni contrastanti, nei primi giorni di governo emerse nel gruppo la volontà di trasformare il CFSN in partito politico. Iliescu intendeva riprendere l'idea sul "grande partito" proposta da Silviu Brucan, in modo da poter concorrere alle future elezioni. Non si trattò, tuttavia, di una decisione libera da critiche e polemiche. Contrari alla trasformazione in partito, lasciarono il gruppo Doina Cornea, Dumitru Mazilu, Mircea Dinescu e Ion Caramitru. Il 23 gennaio il CFSN deliberò la trasformazione in partito con 128 voti a favore, 8 contrari e 5 astenuti.
In rottura con Iliescu, il 4 febbraio 1990 anche Silviu Brucan abbandonò il CFSN, lanciando la "profezia" «per abituarsi alla democrazia, i rumeni avranno bisogno di 20 anni» (rumeno: «Pentru a deprinde democraţia, românii vor avea nevoie de 20 de ani»).
Il 10 febbraio 1990 venne emanato il decreto legge per la ridefinizione del CFSN in Consiglio provvisorio di unione nazionale (CPUN), piattaforma che ricalcava l'organizzazione del CFSN, ma che includeva anche i rappresentanti degli altri partiti. L'obiettivo principale era traghettare il paese fino a nuove libere elezioni (indette per il maggio 1990), varando altresì la relativa legge elettorale. Iliescu mantenne la presidenza, mentre la vicepresidenza venne assegnata ai rappresentanti delle altre forze politiche. La maggioranza del CPUN, in ogni caso, era costituita da elementi facenti capo al FSN. In tal modo Iliescu liberò il FSN dal ruolo esclusivamente istituzionale e provvisorio e creò la base per il partito politico che avrebbe condotto il paese per gli anni successivi. Vista la posizione dominante, inoltre, il gruppo controllava le tipografie statali, la maggior parte della stampa (come l'importante quotidiano filogovernativo Adevărul) e la televisione di stato, elemento che gli consentì di godere di maggiore visibilità rispetto a tutti gli altri partiti. Tra il 7 e l'8 aprile 1990 si svolse la prima conferenza nazionale, che elesse formalmente Iliescu a presidente del partito e ne stabilì la candidatura alle elezioni presidenziali di maggio.
La scelta del FSN, divenuto ufficialmente un partito il 6 febbraio 1990, tuttavia, creò problemi, oltre che di ordine politico, anche sul piano dell'ordine pubblico. In gennaio e febbraio i gruppi di opposizione, che lamentavano la mancanza di pluralità politica, organizzarono dure proteste contro il FSN e la continuità della sua classe dirigente, ritenuta invariata rispetto a quella del regime. Per reprimere le manifestazioni e ristabilire l'ordine, Iliescu fece appello al senso di responsabilità della popolazione in difesa della democrazia appena conquistata, chiamando all'intervento nella capitale i minatori della valle del Jiu, che dispersero i manifestanti con la violenza. Apparve, quindi, il fenomeno delle mineriade, termine generico che faceva riferimento alle violenze perpetrate dai minatori ai danni della popolazione civile, spesso su sprone delle autorità statali.
Una più ampia protesta, iniziata in aprile e che prese il nome di golaniada, fu brutalmente repressa dai minatori convocati a Bucarest da Iliescu nel giugno del 1990, in quella che passò alla storia come terza mineriada, evento che ebbe risonanza internazionale e fu criticato dalla stampa e dai governi di tutto il mondo.

### Primo governo eletto
In un contesto di generale inconsapevolezza dei meccanismi democratici da parte della popolazione, il 20 maggio 1990 si tennero le prime elezioni per la scelta del presidente e dei membri del parlamento. Iliescu sconfisse con una maggioranza bulgara gli avversari alla presidenza Radu Câmpeanu (PNL) e Ion Rațiu (PNȚCD), mentre il partito conseguì la maggioranza assoluta in entrambe le camere, garantendosi la possibilità di nomina del primo ministro (Petre Roman), del presidente del senato (Alexandru Bârlădeanu) e del presidente della camera (Dan Marțian). In seguito alla vittoria di Iliescu alle presidenziali, a partire dal 26 luglio 1990, Roman lo sostituì nominalmente nella posizione di presidente del partito.
Il nuovo governo Roman II, monocolore FSN, quindi, diede il via alle prime misure di liberalizzazione in campo economico che, tuttavia, causarono un fortissimo aumento del tasso d'inflazione e della disoccupazione, provocando un certo malcontento fra gli strati più poveri della popolazione e tra i membri dell'ala più filo-comunista del partito. Roman, del resto, si era già scontrato con Bârlădeanu sulla necessità di dare un'accelerazione alle riforme economiche e sociali, mentre la parte conservatrice del partito preferiva un maggiore attendismo.
Nel corso della seconda conferenza nazionale tenutasi tra il 16 e il 17 marzo 1991, venne adottato il programma politico del partito "Un futuro per la Romania" (rumeno: Un viitor pentru România), basato su una mozione proposta da Roman, che venne contestualmente riconfermato presidente del FSN.
Nell'aprile del 1991 un piccolo rimpasto portò alla nascita del governo Roman III, che rimase in carica fino al settembre 1991, quando cadde sotto i colpi della quarta mineriada. Portando avanti rivendicazioni di tipo sindacale, i minatori invasero Bucarest, scontrandosi con le forze dell'ordine. I disordini spinsero Roman alle dimissioni, mentre Iliescu trovò un accordo con i manifestanti.
Diversi osservatori politici (tra questi il portavoce del governo Mihnea Marian Constantinescu, il ministro delle finanze Eugen Dijmarescu e il consigliere presidenziale Iosif Boda), tuttavia, sostennero che le dimissioni di Roman non dipendevano tanto dalla minaccia rappresentata dai minatori per l'ordine pubblico, quanto da nascenti contrasti con Iliescu e da una crisi politica interna al gabinetto del primo ministro.
In sostituzione dell'esecutivo presieduto da Roman, nell'ottobre del 1991 nacque il governo Stolojan, cui presero parte anche ministri di altre forze politiche (PNL, MER, PDAR). In novembre, infine, fu promulgata la nuova costituzione, ratificata da un referendum popolare celebratosi in dicembre.

### Rottura
L'esistenza di due diverse correnti interne al partito si palesò durante la conferenza nazionale del 27-29 marzo 1992. L'ala maggioritaria conservatrice di matrice socialista riconducibile ad Iliescu, infatti, discorde con la rielezione di Roman, annunciò la scissione e si riunì intorno alla sigla del neonato Fronte Democratico di Salvezza Nazionale (FDSN). L'ala riformista che sosteneva Roman, di contro, mantenne la vecchia denominazione di Fronte di Salvezza Nazionale (FSN) e con questa concorse alle elezioni presidenziali e parlamentari del settembre 1992.
Sebbene con uno scarto meno ampio, le elezioni del 1992 confermarono l'egemonia di Iliescu e della sua corrente, mentre il FSN di Roman divenne il terzo partito del paese, giungendo dietro al FDSN e alla neonata coalizione di centro-destra Convenzione Democratica Romena (CDR) di Emil Constantinescu. Caius-Traian Dragomir, candidato alla presidenza per il FSN con lo slogan «Un presidente per tutti i romeni!» (in rumeno: Un președinte pentru toți românii!), non raggiunse il ballottaggio.
Passato all'opposizione, quindi, pur senza rinunciare ai suoi ideali socialdemocratici, il partito iniziò un processo di graduale trasformazione, inaugurato nel corso conferenza nazionale di Costanza del 28-29 maggio 1993, che approvò un nuovo statuto e chiuse la fase politica del FSN, con la nascita del Partito Democratico.

## Eredità
Il FSN costituì il primo partito strutturato della Romania postcomunista. Da esso emersero due tendenze che negli anni finirono per essere contrapposte, dominando comunque la scena politica rumena e partecipando, da alleati o da avversari, a tutti i successivi governi dal 1990 in poi:
- La corrente conservatrice di sinistra, di matrice socialista, cioè il Fronte Democratico di Salvezza Nazionale (FDSN), ridenominato nel 1993 Partito della Democrazia Sociale di Romania (PDSR), divenuto nel 2001 Partito Social Democratico (PSD).
- La corrente riformista, cioè il Partito Democratico (PD), divenuto nel 2008 Partito Democratico Liberale (PD-L), che si trasformò dichiaratamente in partito di destra e completò tale processo con la confluenza, nel 2014, nel Partito Nazionale Liberale (PNL).

Alle elezioni presidenziali del 2004, ad esempio, si affrontarono due ex membri del FSN, entrambi ex funzionari sotto il regime, cioè Traian Băsescu (PD-L) e Adrian Năstase (PSD).

## Ideologia
I membri del FSN erano in larga parte ex funzionari e militanti del Partito Comunista Rumeno che avevano rotto i rapporti personali con Ceaușescu, ma non con il comunismo in quanto ideologia, mentre gli intellettuali rappresentavano una minoranza. Gli intellettuali indipendenti, del resto, avevano in maggioranza deciso di appoggiare le forze liberali di centro-destra (PNL e PNȚCD), che rivendicavano un'assoluta distanza dal vecchio regime e che, anzi, avevano organizzato enormi manifestazioni di protesta in applicazione della proclamazione di Timișoara, documento programmatico avversato dal FSN che reclamava l'esclusione degli ex membri del PCR dagli incarichi istituzionali. Il FSN e Iliescu, autentica figura di riferimento per l'intero gruppo, di contro, guidando il governo provvisorio detenevano il monopolio del panorama politico e mediatico del paese.
La continuità della classe dirigente del FSN rispetto a quella della Romania comunista si rifletteva, di fatto, anche nell'ideologia del partito. Questo, senza utilizzare l'etichetta di "comunista", si rivolgeva ai lavoratori, si proclamava partito di tipo socialdemocratico di centro-sinistra che, oltre a professare un lento e graduale riformismo in politica economica ed un vago sviluppo della democrazia in Romania, fungeva da grande collettore politico, puntava all'ampliamento della propria base e al largo consenso delle masse, secondo il concetto del "grande partito" espresso da uno dei suoi principali ideologi, Silviu Brucan. Non a caso il FSN ebbe un esteso supporto elettorale tra le classi contadina e operaia, ancora ideologicamente legate al vecchio regime.
Le prime differenziazioni interne al grande e composito partito si delinearono nel 1992, quando il conflitto sulla leadership tra Roman e Iliescu portò alla scissione tra conservatori e riformisti che, negli anni, tramite successive e complesse riformulazioni, condusse ad una più marcata separazione sull'asse sinistra / destra.

## Congressi
- 7-8 aprile 1990
- 16-17 marzo 1991
- 27-29 marzo 1992

## Struttura
Nel corso della prima conferenza nazionale del FSN del 7-8 aprile 1990 venne discusso il funzionamento dell'organismo direttivo del partito. Fu stabilita la creazione di un collegio di coordinamento (CC) composto da 71 membri, con un presidente (Ion Iliescu), cinque vicepresidenti (Claudiu Iordache, Marin Costescu, Sorin Vornicu, Vasile Aelenei, Nicolae S. Dumitru) e cinque segretari (Bogdan Pătraşcu, Constantin Ivanovici, Florica Dumitrescu, Vasile Văcaru, Adrian Năstase).

### Presidenti
- Ion Iliescu (1989 - 1990)[1]
- Petre Roman (1990 - 1993)

## Risultati elettorali
| Elezione          | Elezione | Voti      | %     | Seggi     |
| ----------------- | -------- | --------- | ----- | --------- |
| Parlamentari 1990 | Camera   | 9.089.659 | 66,31 | 263 / 396 |
| Parlamentari 1990 | Senato   | 9.353.006 | 67,02 | 91 / 119  |
| Parlamentari 1992 | Camera   | 1.101.427 | 10,17 | 43 / 341  |
| Parlamentari 1992 | Senato   | 1.139.033 | 10,38 | 18 / 143  |

| Elezione           | Elezione | Candidato             | Voti       | %     | Esito                |
| ------------------ | -------- | --------------------- | ---------- | ----- | -------------------- |
| Presidenziali 1990 | I turno  | Ion Iliescu           | 12.232.498 | 85,07 | ✔️ Eletta/o          |
| Presidenziali 1992 | I turno  | Caius Traian Dragomir | 564.655    | 4,80  | ❌ Non eletta/o (4º) |

## Nelle istituzioni

### Presidenti della repubblica
- Ion Iliescu (1989 - 1992)[1]

### Primi ministri
- Petre Roman (1989 - 1991)[27]
- Theodor Stolojan (1991 - 1992)

### Presidenti del Senato
- Alexandru Bârlădeanu (1990 - 1992)

### Presidenti della Camera
- Dan Marțian (1990 - 1992)

### Governi
- Governo Roman I (1989 - 1990)[28]
- Governo Roman II (1990 - 1991)
- Governo Roman III (1991)
- Governo Stolojan (1991 - 1992)

### Collocazione parlamentare
- Maggioranza (1989-1992)[29]

Governo Roman I, Governo Roman II, Governo Roman III, Governo Stolojan
- Opposizione (1992-1993)

Governo Văcăroiu

## Scissioni
- 1992 - Fronte Democratico di Salvezza Nazionale (FDSN) di Ion Iliescu

## Membri rilevanti
- Ion Iliescu
- Traian Băsescu
- Petre Roman
- Nicolae Văcăroiu
- Adrian Năstase
- Theodor Stolojan
- Alexandru Bârlădeanu
- Corneliu Mănescu
- Victor Babiuc
- Oliviu Gherman
- Vasile Blaga
- Eugen Dijmărescu
- Virgil Măgureanu
- Lia Manoliu
- Sergiu Nicolaescu